# Att bedja är ej endast att begära
Att bedja är ej endast att begära är en psalm av Stina Anderson som har nr 213 i 1986 års psalmbok. Hon skrev psalmen utifrån sin egen livssituation och med en förtröstan som orden i psalmen uttrycker. Musiken är av Heimer Sjöblom som var organist i Matteus kyrka i Stockholm.
Nr. 328 i den finlandssvenska psalmboken 1986 under rubriken "Bön och förbön" med melodi av Erkki Melartin.